# 顾兰君
顾兰君（1917年—1989年），原名顾小蝉，女，上海人，中国电影演员。代表作有《姊妹花》、《貂蝉》、《武则天》等。

## 家庭
姐姐顾梅君，姐夫徐欣夫。